# Club Nàutic de Benidorm
El Club Nàutic de Benidorm és un club nàutic situat a Benidorm, a la Marina Baixa (País Valencià). Compta amb 99 amarratges esportius, per a una eslora màxima permesa de 8 metres. El seu calat en bocana és de 2 m.
Es crea 1963 amb Enrique Fernández Iruegas com a president. La primera i única instal·lació fixa que es munta, consisteix en una xicoteta caseta de fusta per guardar el diferent material nàutic del club i dels pocs socis amb embarcacions a motor que en aquells dies hi havia. Els vaixells eren botats i encallats sobre l'arena per personal del club. Alguns vaixells s'amarraven en fondejos situats dins de la zona de resguard que oferia el port, i mitjançant un petit bot a rem es traslladaven als seus propietaris. Posteriorment, s'inauguren les primeres instal·lacions fixes del club, que consten de dues plantes, una baixa (a nivell de platja) amb pallet de marineria, magatzem de motors i taquilles, i una primera planta amb oficina, sala de juntes, pallet de vela, lavabos, saló (amb una petita barra), i la terrassa. En 1967 es realitzen obres d'ampliació de l'edifici i s'hi afegeixen dos nous mòduls.
Compta amb dos edificis, en el primer dels quals es localitzen el restaurant, l'oficina, la sala per a socis i un bar a la planta alta amb vista al mar.
A l'altre edifici podem trobar el paller de marineria, a més dels vestidors, el magatzem esportiu i una escola. El club compta amb un equip de regates, pertanyents a vela infantil i vela lleugera, com Optimist, 420, Laser 4.7, Laser Radial, els quals participen en regates a nivell local, autonòmic, nacional i internacional.